# HMS Prince Royal
Prince Royal (1610) byla válečná plachetnice, prestižní loď anglického královského válečného námořnictva. Některými námořními historiky je pokládána za první trojpalubník, ačkoli její horní dělová paluba nebyla původně kontinuální, ale stupňovitá a ve střední části nebyla instalována děla - přesnější označení lodi je proto dva-a-půl palubník.

## Konstrukce
Loď byla objednána anglickým králem Jakubem I. v roce 1608 a postavena loďařem Phineasem Pettem starším. Na její stavbu bylo spotřebováno na svou dobu úctyhodných 7627 dubových kmenů a výsledná cena činila 20 000 liber šterlinků. Jednalo se o zcela novou konstrukci se zásadními vylepšeními - vyztužením přepážek železnými svorníky, geometrickou změnou konstrukce a dvojitou obšívkou trupu.
Enormní spotřeba dřeva při stavbě lodi a její výsledná cena se také podepsaly na dobovém skandálu. Phineas Pett starší byl královým oblíbencem a ostatním lodní konstruktéři ho ze žárlivosti pomlouvali jako příliš nezkušeného, než aby zvládl stavbu lodi takových rozměrů. Situace dospěla dokonce tak daleko, že byla v průběhu stavby zřízena komise námořnictva (1609) za účelem vyšetření rozsáhlého rozkrádání dřeva pro stavbu lodi a další podezření. Zejména, že loď má nedostatečný výtlak, což se Phineas Pett snažil zamaskovat konstrukčními změnami - dodatečným částečným rozšířením žeber a novou obšívkou (furring), majícími za následek zvýšení spotřeby dřeva. O nekompetentnosti Phinease Petta vypovídal před komisí zejména Mathew Baker, u nějž Phineas Pett získal první konstrukční zkušenost při přestavbě 223 tunové lodi jako asistent stavitele v Chathamské loděnici. Mathew Baker před komisí uvedl, že po zásahu do konstrukce lodi Phineasem Pettem měla loď po opravě nedostatečný výtlak a musela být krátce po spuštění opravena metodou částečného rozšíření žeber a novou obšívkou (furring). Při vlastní obhajobě se Phineas Pett starší ale dokázal proti pomluvám svého bývalého mistra ubránit. Pro komisi královského námořnictva předložil kompletní studii, kterou podložil výpočty a rozdílovým posouzením konstrukčních rozdílů mezi jeho řešením konstrukce a obvyklou konstrukcí Mathewa Bakera, na kterých dokládal rozdíly v nákladech. Akademicky podložená obhajoba byla dokonce tak úspěšná, že bylo řízení zastaveno jako neopodstatněné a zcela zapomenut zůstal i argument, že výsledná cena lodi byla o celých 13 000 liber šterlinků vyšší než byl původní odhad pro objednávku stavby.
Podle historiků byl za nevraživostí mezi hlavními staviteli lodí zejména fakt, že Phineas Pett byl prvním anglickým lodním stavitelem s akademickým vzděláním získaným na univerzitní půdě. Většina tehdejších lodních konstruktérů disponovala pouze základním vzděláním. Proto byla změna konstrukce lodí v důsledku aplikované matematiky, fyziky a geometrie střet s novým světem, který ohrožoval dosavadní praxi spočívající zejména v aplikaci pouček a principů předávaných mezi mistry a jejich učedníky.
Prince Royal byla spuštěna na vodu 25.9.1610, dva roky od položení kýlu v loděnici ve Woolwich. Její galionová figura měla podobu svatého Jiřího zabíjejícího draka. Původní výzbroj lodi činila 55 děl, v průběhu let se několikrát měnila.

## Služba
Loď byla zařazena do aktivní služby 6.4.1613. V období 1613-1639 byla většinu času odstavena v záloze v Chathamu, kromě expedice do Španělska v roce 1623 se nezúčastnila žádné delší plavby ani bitvy.

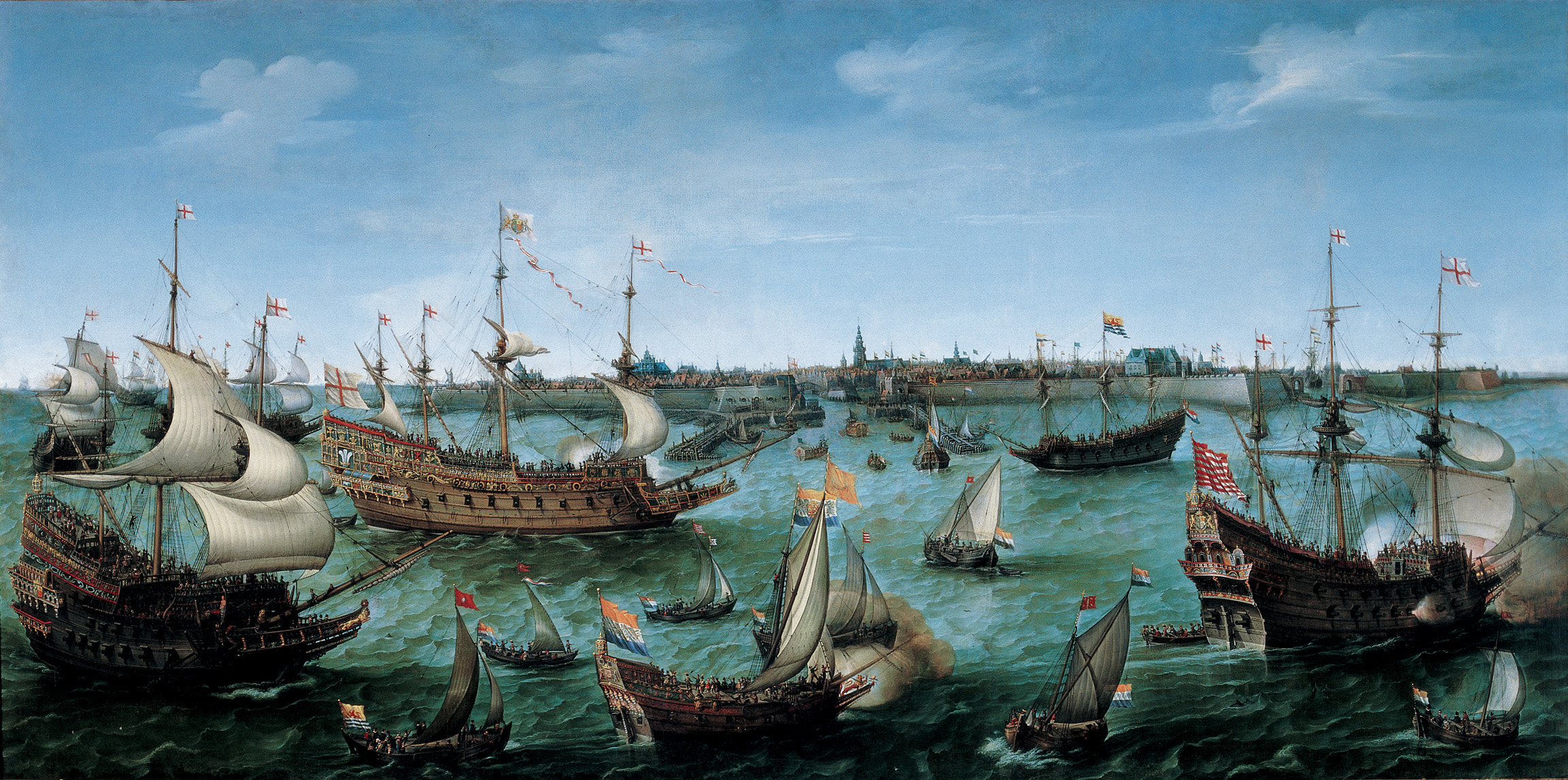
Prince Royal ve Vlissingen v roce 1613, malíř-marinista Hendrick Cornelisz Vroom

V tomto mezidobí byla dvakrát opravována - poprvé v roce 1621 nákladem 6 000 liber šterlinků a podruhé roku 1624 nákladem 1 000 liber šterlinků. Během oprav byly původní stupňovité sekce dolní, střední a horní paluby předělány na průběžné. Velká přestavba lodi proběhla v letech 1639-1641 v loděnici ve Woolwich. Práce na přestavbě lodi vedl mistr loďařský Peter Pett, další člen významné loďařské rodiny Pettů. Opětovně byla spuštěna na vodu 14.10.1641 stále jako Prince Royal, do aktivní služby byla zařazena až v roce 1643. Nová výzbroj sestávala z 64 děl, krátce poté byla zvýšena a loď klasifikována jako 70-dělová.
Po popravě krále Karla I. byla loď v lednu 1650 přejmenována na Resolution. Zajímavostí z tohoto období je zmínka o lodním hospodáři Resolution v letech 1649-1652, kterým byl Phineas Pett mladší, vnuk stavitele lodi Phinease Petta.
Loď sloužila v první anglo-holandské válce, zúčastnila se bitvy u Kentish Knock 28.9.1652, bitvy u Gabbardu 2.-3. června 1653 jako vlajková loď námořních generálů ((general-at-sea) George Moncka a Richarda Deana a bitvy u Scheveningen (Texel) 31. července téhož roku. V té době měla výzbroj 85-88 děl.
V tomto období se začala formovat nová bojová taktika, tzv. řadová formace. Eskadry mohutně vyzbrojených válečných lodí pluly těsně za sebou v řadě, v kýlové linii. Dvě paralelně plující nepřátelské řady lodí se navzájem ostřelovaly koordinovanými bočními salvami. Dosavadní bojová taktika spočívala v přiblížení nepřátelských uskupení, samostatném manévrování jednotlivých lodí, individuálnímu ostřelování a případné abordáži. Mohutná boční palebná síla největších lodí jako Sovereign of the Seas nebo Resolution (dříve Prince Royal) neměla dosud při někdy až chaotickém manévrování plné využití. Úspěch obou lodí v bitvě u Kentish Knock, kde Sovereign of the Seas sama odolala čtrnácti holandským pokusům o zteč díky masivní dělostřelecké boční salvě, přispěl ke vzniku nového způsobu nasazení lodí tohoto typu.
Po obnovení monarchie byla loď 23.5.1660 přejmenována na Royal Prince. Výzbroj tehdy činila 80 děl. V letech 1661-1663 byla kompletně přestavěna pod vedením mistra loďařského Phinease Petta II. Loď byla prodloužena o 5,2 m, širší o 0,5 m a nová zvýšená výzbroj nyní sestávala z 92 děl. Loď měla mimo jiné zcela předělanou záď a zadoboční galerie. Klasifikována byla jako loď první kategorie (first rate).
Do aktivní služby byla opět zařazena v únoru 1665. Za druhé anglo-holandské války se zúčastnila jako vlajková loď bitvy u Lowestoftu 3. června 1665 a Čtyřdenní bitvy 1.-4. června 1666. Třetího dne bitvy - 3. června 1666 - najela loď na mělčinu (písčiny Galloper). Uvízlou loď obklopily holandské lodě admirála Cornelise Trompa a anglický viceadmirál George Ayscue byl přinucen se vzdát. Holanďanům se podařilo loď z mělčiny uvolnit, ale zjistili, že má zničené kormidlo a je neovladatelná. Aby se nedostala zpět do rukou Angličanů, nařídil holandský velitel admirál Michiel de Ruyter její spálení.

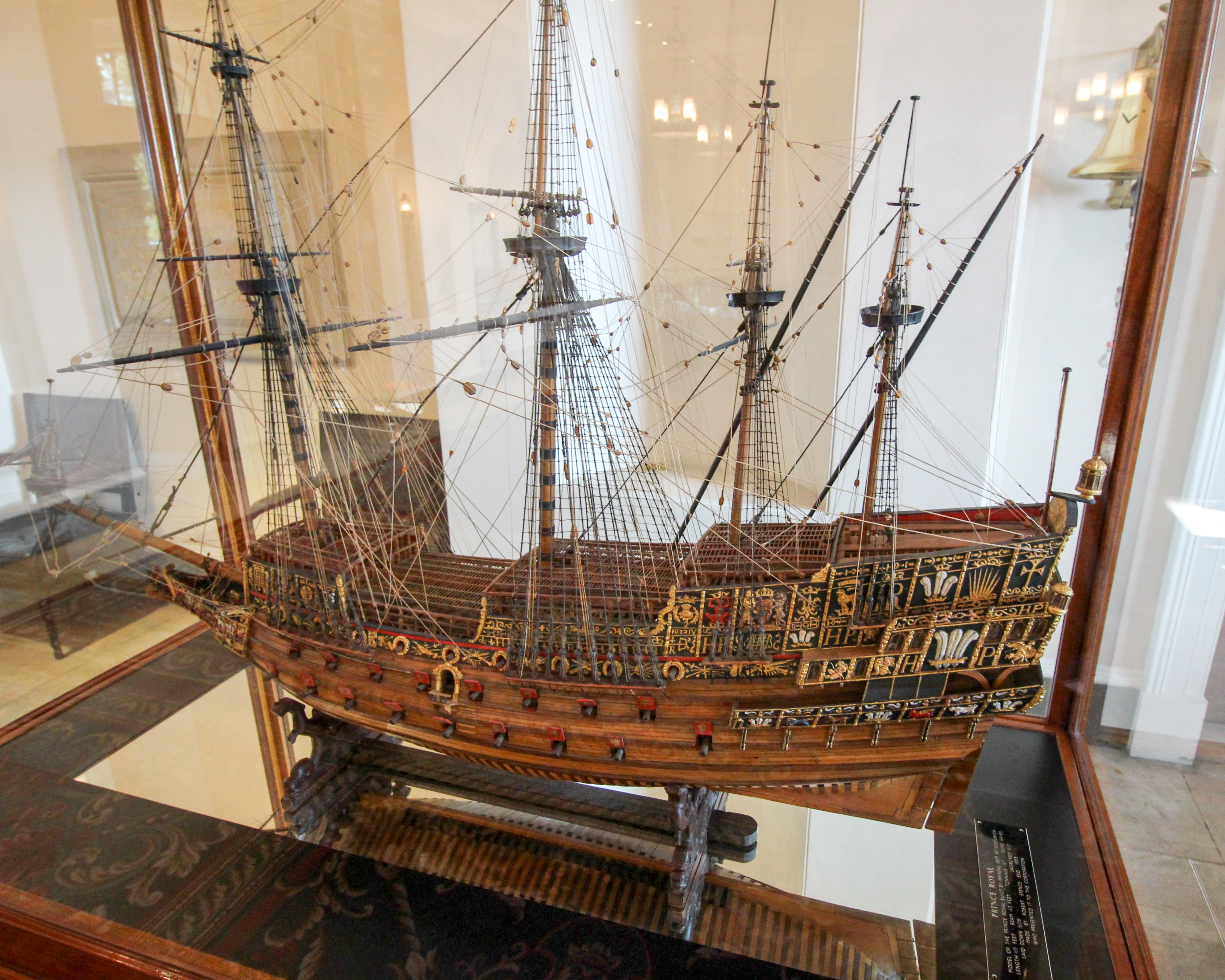
Původní podoba lodi po stavbě v roce 1610